# Élaine Zakaïb
Élaine Zakaïb, née le 9 juillet 1959 à Sorel-Tracy et morte le 1er octobre 2018 à Sainte-Anne-de-Sorel, est une avocate, administratrice de fonds de placement et femme politique québécoise. Elle a fait partie du Conseil des ministres dans le gouvernement de Pauline Marois.

## Biographie
Avocate de formation, Élaine Zakaïb détient aussi une maîtrise en administration des affaires et en financement d’entreprises (MBA) de l’Université du Québec à Montréal. Elle a également suivi le Senior Executive Program du London Business School, au Royaume-Uni et détient une certification en gouvernance de sociétés de l'Université Laval. Elle a travaillé au Fonds de solidarité FTQ de 1992 à 2012. Après avoir travaillé comme avocate en pratique privée, elle est entrée au Fonds de solidarité de la FTQ en 1992 et y est demeurée jusqu’à son entrée en politique en 2012. D’abord conseillère juridique, elle a ensuite occupé successivement les postes de vice-présidente aux affaires juridiques, secteur Investissements, vice-présidente Investissements et présidente-directrice générale des Fonds régionaux de solidarité FTQ.
Élue députée de la circonscription de Richelieu lors de l'élection générale québécoise de 2012, elle est nommée, le 19 septembre 2012, ministre déléguée à la Politique industrielle et à la Banque de développement économique du Québec, par la première ministre Pauline Marois. Elle a rendu publique la Politique industrielle québécoise 2013-2017, le 10 octobre 2013, politique qui s’inscrit dans le cadre de la Politique économique Priorité emploi. Elle vise à relancer le secteur manufacturier québécois en misant sur l’innovation, la modernisation et le soutien aux gazelles, ces PME en forte croissance. Réélue députée de Richelieu à l’élection générale du 7 avril 2014, elle est nommée porte-parole de l’opposition officielle pour le Conseil du trésor et les technologies de l’information. Elle est également présidente de la Commission de l'administration publique.
Le 29 septembre 2014, Élaine Zakaïb quitte la vie politique pour aller travailler au sein de l'entreprise Jacob pour se porter au secours du détaillant de vêtements pour femme, en difficulté depuis quatre ans. Trois semaines plus tard, le 21 octobre 2014, Jacob fait faillite, faillite qui fut annulée par la suite en décembre 2014.
En août 2018, elle annonce qu'elle est atteinte d'une tumeur incurable au cerveau. Elle succombe le 1er octobre 2018 à Sainte-Anne-de-Sorel.